# Anthony Roux
Anthony Roux (født 18. april 1987) er en fransk tidligere professionel cykelrytter, der senest kørte for Groupama-FDJ